# Kung Fu Chaos
Kung Fu Chaos (Kung Fu Panic au Japon) est un jeu vidéo de combat, développé par Just Add Monsters (devenu Ninja Theory en 2004) et édité par Microsoft Game Studios, sorti le 28 février 2003 sur Xbox.
Le jeu propose au joueur de participer au tournage d'un film de combat asiatique, s'inspirant de la tradition des films dédiés au Kung Fu à Hong Kong. Le réalisateur du film, un certain Shao Ting, s'est entouré de huit acteurs fictifs de films de Kung Fu. Ce film fictif est composé de plusieurs scènes, constituant soit des niveaux de beat'em all où le joueur doit éliminer un maximum d'ennemis en traversant un décor de cinéma sans perdre le nombre de vies qui lui sont assignées et avant la fin du temps fixé. Les autres types de scènes rencontrées sont des mini-jeux, consistant à remplir un but précis en peu de temps. Les scènes du film, en plus de parodier le cinéma asiatique de Kung Fu, s'inspirent parfois de scènes de films célèbres, dont elles parodient également les titres.
Le gameplay est typique du jeu d'action et de combat. Le joueur déplace son personnage et dispose de plusieurs touches différentes permettant non seulement de donner des coups, de sauter ou d'accomplir d'autres actions, mais également d'exécuter des combinaisons de trois à quatre coups afin d'augmenter la puissance. Un système de « super-attaque » existe, permettant de tuer un ennemi d'un seul coup. Cette super-attaque est obtenue par un autre principe : le persiflage.

## Synopsis
Le jeu place le joueur dans la peau d'un acteur qui joue dans un film de combat un peu fauché. Le mode principal est ainsi divisé en plusieurs niveaux, chacun étant en fait une scène du film. Bien sûr, il ne faut pas chercher une histoire à cette production cinématographique, les décors étant ceux d'une île remplie de dinosaures ou bien d'une ville attaquées par des extraterrestres, en passant par le Titanic en plein naufrage. C'est un prétexte pour parodier les grands classiques du cinéma.

## Système de jeu
Le gameplay en lui-même est assez classique. Le joueur a le choix entre neuf personnages (dont certains qu'il doit débloquer), chacun disposant de deux costumes différents. Dans le mode principal, il doit affronter de nombreux ennemis différents (ninjas, vampires, extraterrestres, etc.), avant d'arriver à un boss final, sachant que le tout doit se faire dans un temps limité. Comme dans tout jeu de combat, le joueur peut faire différents mouvements et réaliser des combos ; petite particularité, le persiflage. Une fois à terre, il peut insulter un ennemi et ainsi accumuler une petite boule d'énergie ; au bout de trois, une super-attaque sera disponible.
Le mode principal alterne des niveaux « normaux » avec des mini-jeux, comme rattraper des cascadeurs qui tombent d'un bâtiment, ou jeter des bouées à des phoques. Mais pour débloquer le niveau suivant, le joueur doit avoir de bonnes critiques dans la presse (au moins trois étoiles sur cinq), qui dépendent de vos performances. En obtenant quatre ou cinq étoiles, le joueur débloque des personnages, ou bien d'autres modes de jeu, comme les mini-séries, ou bien encore des bonus, comme les biographies des différents personnages.
Le principe du jeu - le tournage d'un film - le rend assez drôle, grâce aux arrières-plans des différents niveaux (les caméras, les techniciens sur les côtés), ou bien encore à quelques détails sympathiques (comme les fils accrochés aux personnages lorsqu'ils font de grands sauts).
Il est également possible d'enregistrer ses combats, qui pourront être visionnés ultérieurement ; ceux-ci seront alors montés de façon « cinématographiques » (changements de plans, ralentis). De plus, le joueur peut rajouter la musique de son choix grâce aux morceaux présents sur le disque dur de la Xbox.

## Accueil
- Jeux vidéo Magazine : 13/20[1]
- Jeuxvideo.com : 15/20[2]